# Де Йонг, Дик
Дик Герман Якобус Де Йонг (нидерл. Dick Herman Jacobus de Jongh; 19 октября 1939, Энсхеде) — нидерландский логик и математик, профессор Амстердамского университета на пенсии. Специалист в области математической логики, интуиционисткой теории вывода.
В 1968 Дик Де Йонг защитил докторскую диссертацию в Висконсинском университете в Медисоне под руководством С. Клини на тему: "Investigations on the Intuitionistic Propositional Calculus".
Де Йонг участвовал в создании коллективной монографии, выпущенной под псевдонимом L. T. F. Gamut.. В 2004 по случаю выхода Де Йонга на пенсию в Институте логики, языка и информатики Амстердамского университета в его честь был опубликован фестшрифт.